# Schroeder (constructeur)
Schroeder est un constructeur américain de voitures de course, ayant participé aux 500 miles d'Indianapolis de 1951 à 1955. Les Schroeder d'IndyCar étaient équipées d'un moteur Offenhauser. 